# Стороженко, Павел Аркадьевич
Па́вел Арка́дьевич Стороже́нко (род. 12 ноября 1950, Магнитогорск) — советский и российский химик, доктор химических наук, академик РАН (2019; член-корреспондент РАН с 2006), специалист в области химии промышленного получения и применения гидридных и элементоорганических соединений, а также материалов для специальной и авиакосмической техники. Временный генеральный директор АО ГНИИХТЭОС (по состоянию на 01.07.2016).

## Научная деятельность
В 1973 году окончил химический факультет Московского государственного университета, после чего там же прошёл обучение в аспирантуре и защитил кандидатскую диссертацию. В 1981 году переведён на работу в ГНИИХТЭОС. С 2001 по 2013 год являлся генеральным директором ФГУП ГНЦ РФ «ГНИИХТЭОС», в период с 2013 по 2015 год — заместитель генерального директора ГНИИХТЭОС по науке, с 2016 года — временный генеральный директор ГНИИХТЭОС. В 2005 году избран вице-президентом Ассоциации ГНЦ РФ.
Под руководством Стороженко были разработаны технологии получения высокотемпературных композиционных материалов и покрытий (пластмасс, смол и клеевых композиций), предкерамических полимеров — поликарбосиланов, а также термостойких волокон на основе элементоорганических покрытий.
В 2006 году избран членом-корреспондентом РАН. В настоящее время П.А. Стороженко — профессор кафедры элементоорганических соединений МИТХТ, председатель учёного и диссертационного совета ГНИИХТЭОС.